# Cornelia Clarkeová

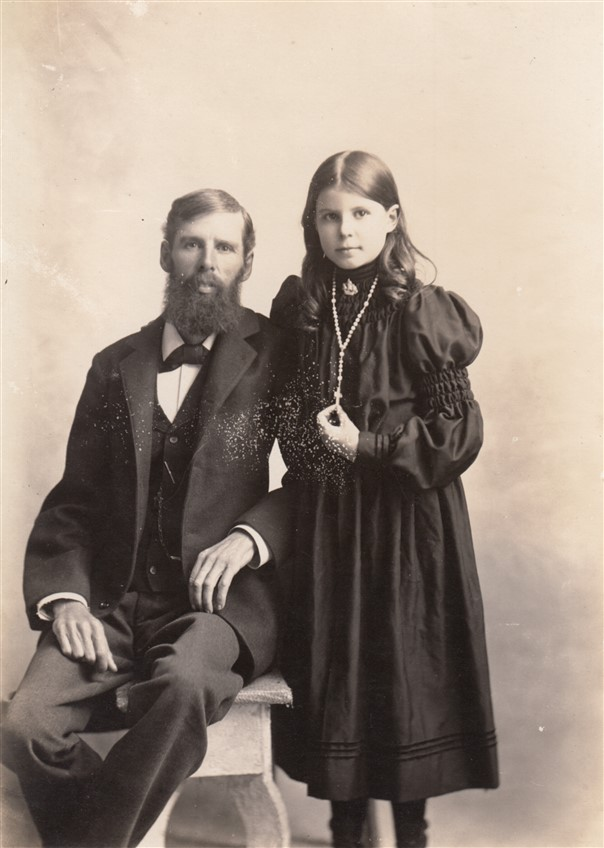
Cornelia Clarkeová a její otec

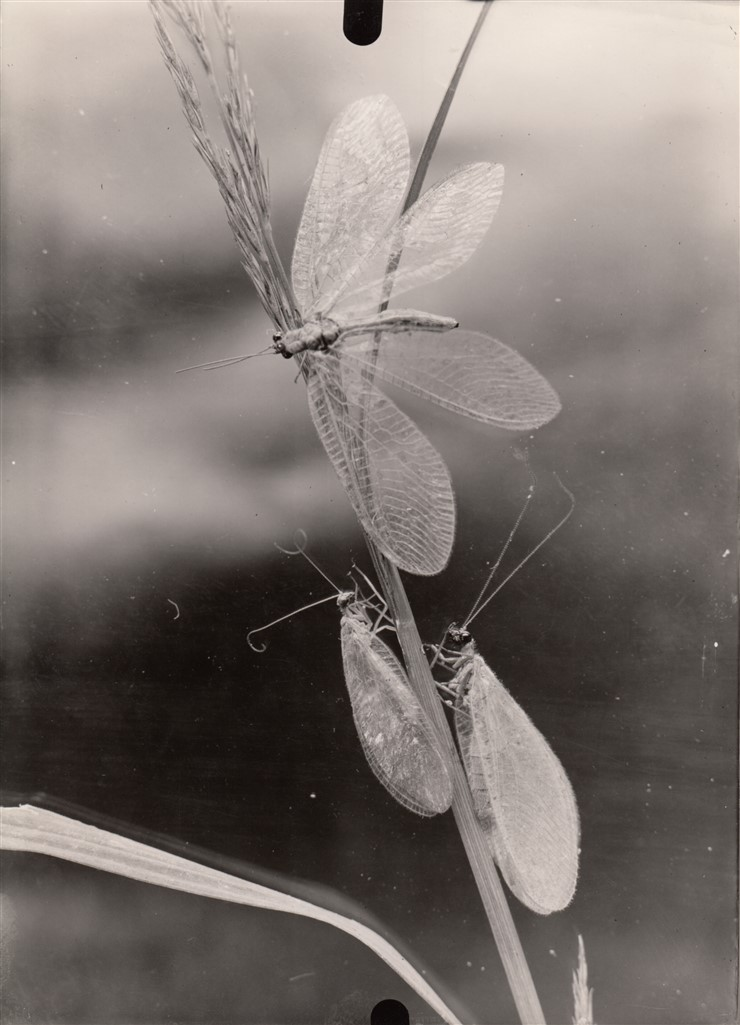
Jedna ze stovek botanických fotografií od Cornelie Clarkeové

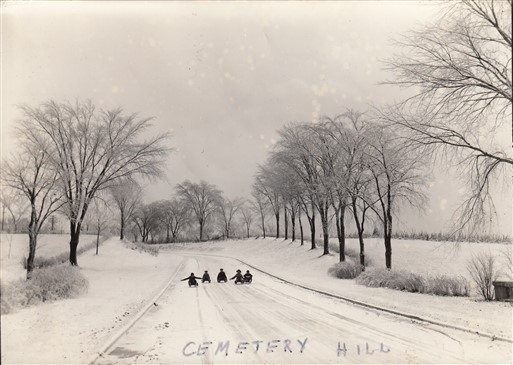
Cornelie Clarkeová: Děti sáňkují na kopci na hřbitově Hazelwood, Grinnell, Iowa

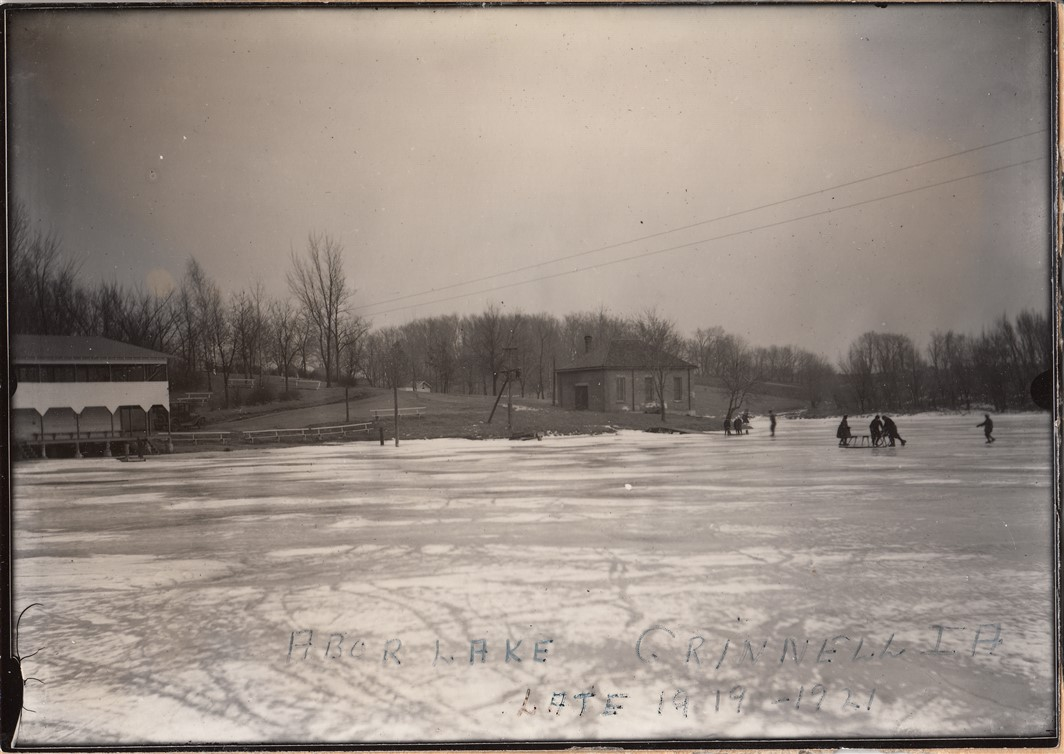
Cornelie Clarkeová: Bruslení na Arbor Lake, Grinnell, Iowa

Cornelia Clarkeová (4. července 1884 – 29. září 1936) byla fotografka přírody z Grinnellu ze státu Iowa. Přes 1200 jejích fotografií bylo publikováno v časopisech, encyklopediích, knihách a novinách. Její první publikované fotografie byly její kočky, Peter a Polly, oblečené a pózované napodobujícími lidské činnosti. Tyto oblíbené fotografie byly publikovány v dětské knize. Jak se její dovednosti rozšiřovaly, její pověst zachycování objektů v přírodě se šířila, přičemž její specialitou byl hmyz a život rostlin. Pořídila také řadu přírodních krajinářských fotografií, zejména z oblasti kolem svého domova v Grinnellu. Mnoho z původních fotografií a negativů skleněných desek je ve sbírkách Drake Community Library, Grinnell Historical Museum a State Historical Society of Iowa.

## Mládí a vzdělání
Cornelia Clarkeová se narodila severně od Grinnellu 4. července 1884. Její matka zemřela během několika hodin po jejím narození a Cornelii vychovával její otec Ray Clark. Cornelia měla poměrně osamělé dětství, většinu času trávila sama nebo se svým otcem. V mladém věku pozorně pozorovala svého otce, když fotografoval. První fotografie, které pořídila, byly její kočky. Používala přitom vybavení svého otce, když byl mimo dům. S otcovým povzbuzením zdokonalovala své dovednosti a schopnost inscenovat fotografie zvířat a rostlin, které ukazovaly neuvěřitelné detaily.
Navštěvovala Grinnell High School a Grinnell College, kterou absolvovala v roce 1909. Jako studentka Clarkeová fotografovala pro kancelář pro styk s veřejností. V pozdějších letech byla čestnou kurátorkou herbáře Grinnell College. Její fotografie používala fakulta při výuce, zejména Henry Conard, který se po Corneliině smrti zmocnil jejích snímků.

## Kariéra
Clarkeová nejprve získala národní pozornost sérií fotografií svých koček, Petera a Polly. Oblékla kočky do detailních miniaturních oblečků a pózovala je s miniaturním nábytkem, který vytvořila. Série fotografií byla publikována v časopise County Life in America v roce 1911. Fotografie byly doplněny popisky, které nastínily příběh dvou koťat, která spolu vyrostla, zamilovala se, vzala se, založila rodinu a dělala domácí práce. Fotografie byly velmi populární a v roce 1912 Cornelia zahájila spolupráci s Elizabeth Hays Wilkinsonovou. Wilkinsonová již napsala několik knih pro děti a obě ženy spolupracovaly na přeměně příběhu na knihu. Kniha Peter a Polly, kterou v roce 1912 vydala společnost Doubleday and Co., je 97stránková kniha. Fotografie od Clarkeová se objevují všude v kolorované verzi. Mnoho diapozitivů s fotografiemi Petera a Polly je v držení Drake Community Library v Grinnell, Iowa. Kromě toho má Grinnell Historical Museum několik artefaktů souvisejících s Corneliiným životem, včetně jejího fotoaparátu a mnoha pohlednic vyrobených s jejími fotografiemi.
Jak Clarkeová získala širší publikum, bylo napsáno několik článků o technikách, které používala. Dne 10. září 1922 Des Moines Register obsahoval článek s názvem „Jak to dělá Cornelia Clarkeová“. Další pohled nabídla ve dvou článcích pro Photo Era: The American Journal of Photography. V těchto článcích podrobně popsala, jak by přinesla objekty z přírodního světa do svého domova, aby je představila, a vytvořila přírodu ve svém obývacím pokoji, aby umožnila extrémní záběry rostlin bez výhody zoom objektivu. Ze stovek zveřejněných botanických fotografií byla většina pořízena v jejím domě v Iowě nebo v jeho blízkosti. Pořídila také řadu fotografií z oblasti kolem své komunity. Byla nenáročnou členkou komunity a mnozí si rozsah jejího úspěchu uvědomili až po její smrti.

## Znovuobjevení její práce
Rozsah práce Clarkeové byl z velké části ztracen až do roku 2017, kdy historik Dan Kaiser začal zkoumat její příběh. Některé artefakty a snímky z jejího života a práce byly ve sbírkách historického muzea Grinnell a archivu Drake Community Library. Byly to většinou rané kočičí snímky, fotografie Cornelie a jejího otce a jejího fotoaparátu. Mezi sbírkami v Iowě nebyly žádné botanické fotografie a jen velmi málo informací o rozsahu této práce. Kaiserův výzkum přinesl na světlo rozsah jejích publikovaných prací. Odhaduje se, že více než 1200 jejích fotografií se objevilo ve vědeckých časopisech, učebnicích a řadě encyklopedií, mnohé z nich byly vydány dlouho po její smrti. Kaiserův výzkum také odhalil záhadu toho, co se stalo se skleněnými deskami botanických fotografií, které vytvořila, když pracovala pro Grinnell College. Svým výzkumem zjistil, že desky byly drženy ve Státní historické společnosti v Iowě, mylně označené jako dílo Henryho Conarda, profesora Grinnell College, který její práci široce využíval při své výuce. Díky práci pana Kaisera a členů Grinnell Historical Museum byly skleněné desky lokalizovány, identifikovány a indexovány a výběr stovky z nich byl digitalizován. V roce 2019 oslavilo historické muzeum Grinnell „Rok Cornelie Clarkeové“. Výstava její práce byla vystavena v Grinnell Area Arts Center Stewart Gallery a v Drake Community Library. V roce 2021 byla uvedena do Iowa Women's Hall of Fame.

## Pozoruhodné publikace včetně fotografií Cornelie Clarkeové

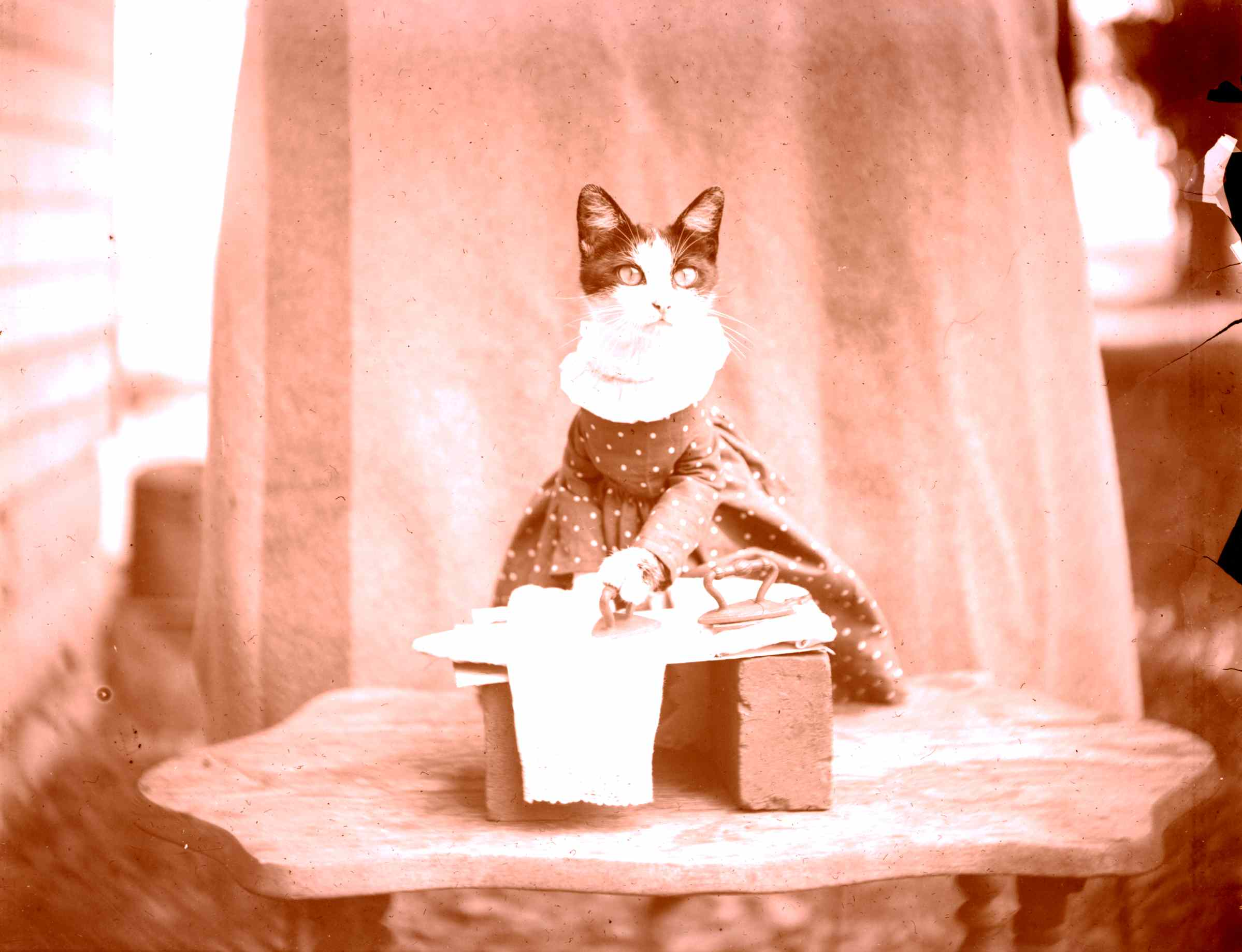
Jedna ze série fotografií Petra a Polly od Cornelie Clarkeové

Podrobný seznam sestavil Dan Kaiser a je k dispozici v Drake Community Library v Grinnell, Iowa.

### Fotografická periodika
- American Photography (1923-1930)
- Camera Craft (1924)
- Photo-Era Magazine (1922-1925)

### Encyklopedie
- Světová knižní encyklopedie (různá vydání, 1947-1987)
- Richards Topical Encyclopedia (1947)
- Grolier Encyclopedia (1960)
- The Book of Knowledge: The Children's Encyclopedia (1950)
- The Book of Popular Science (Kniha populární vědy, 1957)

### Vědecká periodika
- Nature Magazine (1925-1939)
- Science News-letter (1930-1937)
- Natural History (1936-1941)
- Proceedings of the Iowa Academy of Science (1928-1929)

### Přírodovědné učebnice a monografie
- Science of Animal Life: An Introduction to Zoology (Věda o životě zvířat: Úvod do zoologie), William Morton Barrows (1927)
- Parade of the Animal Kingdom (Průvod říše zvířat), Robert W. Hegner (1935)
- Úvod do říše rostlin od Normana H. Russela (1958)
- Hmyzí lidé od Eleanor Kingové a Wellmera Pesselse (1937)
- Práce s přírodou: s 60 ofsetovými ilustracemi Eleanor King a Wellmer Pessels (1940)
- Netopýři od Glovera Morrilla Allena (1939/1967 dotisk)
- Zvířata bez páteře od Ralpha Bucksbauma (1938)
- Biologie a lidské blaho James E. Peabody (1933)
- Biologie a lidské záležitosti (1941)
- Biologie pro dnešek od Francise D. Curtise (1939)[1]

### Dětské knížky
- The Baby Animal Zoo od Williama a Stelly Nida (1928)
- Holiday Meadow od Edith M. Patch (1930)
- Holiday Pond od Edith Patch (1930)
- Holiday Hill od Edith Patch (1931)
- Nature and Science Readers od Edith Patch, knihy 3-5 (1935)
- Dítě a vesmír od Berthy Stevensové (1931)
- The Child Goes Forth od Berthy Stevensové (1936)
- Science Picture Parade od Davise Watsona (1940)
- How Miracles Abound - Bertha Stevensová (1941)
- Hmyzí lidé od Eleanor Kingové a Wellmera Pesselse (1937)
- Člověk a svět zvířat Bernal Robinson Weimer (1951)

### Noviny
- Registr Des Moines
- Cedar Rapids Gazette
- Detroit Free Press
- Los Angeles Times
- St. Louis Post-Dispatch
- Miami News
- "Peter a Polly" v Country Life in America (1911)

## Osobní život
Automobilová nehoda v roce 1929 byla začátkem posledních let Corneliina života. Ona i její otec byli zraněni při nehodě, která vzala život druhému řidiči. Brzy poté zdraví Clarkeové začalo selhávat a ve 30. letech jí byla diagnostikována rakovina. Zemřela 29. září 1936 a je pohřbena na hřbitově Hazelwood v Grinnellu se svou matkou a otcem.